# Sąd konfederacki
Sąd konfederacki – powoływany w I Rzeczypospolitej od 1715 w czasie trwania konfederacji. Do jego kompetencji należało sądzenie oskarżonych o crimina status, pod które to pojęcie z czasem podciągano wszystkie działania przeciwko konfederacji. 